# Lublinia secunda
Lublinia secunda är en insektsart som beskrevs av Irena Dworakowska 1972. Lublinia secunda ingår i släktet Lublinia och familjen dvärgstritar.
Artens utbredningsområde är Elfenbenskusten. Inga underarter finns listade i Catalogue of Life.